# 靜安路 (新北市)
靜安路是位於台灣新北市的道路，橫跨石碇區、平溪區及瑞芳區，屬於市道106號的一部分，路名得自平溪區十分寮的靜安吊橋。

## 簡介
2013年7月2日，新北市政府於核定道路命名，並於該年8月17日實施。
该路段將縣道106號48公里至82公里路段進行路名整編，統一命名為「靜安路」，共分為四段：一段位於石碇區、西接深坑區北深路一段，二段與三段位於平溪區，四段位於瑞芳區、東抵桀魚坑路（瑞八公路）。
但就在新北市政府進行路名整編後，遭到平溪、瑞芳等沿線居民的強烈反對，認為路名更改前未妥善與當地居民溝通，並且認為將原本以地名命名的道路名稱統一整編，將會消滅原有路名所代表的歷史記憶，失去路名整編的意義；送信的郵差則認為未來認路會變得較困難。

## 整併資訊
- 石碇區(48K至58K)
  - 雙溪口(雙溪)
  - 石碇子埔
  - 蚯蚓坑
  - 大湖格

- 平溪區(64K至75K)
  - 雙溪口到菁桐坑再到溫泉商店
  - 中埔
  - 石底街
  - 田仔
  - 嶺腳街
  - 望古
  - 南山坪
  - 十分
  - 月桃寮

- 瑞芳區(75K至82K) 
  - 八分寮路
  - 頂坪路
  - 坑仔內路

## 分段介紹
靜安路(縣道106線)共分四段：
- 一段(石碇區)：西起深坑區界(隆盛里)、北深路，東至平溪區界(永定里)。
- 二段(平溪區)：西起石碇區界(薯榔里)，東至北43線路口(嶺腳里)。
- 三段(平溪區)：西起北43線路口(望古里)，東至瑞芳區界(新寮里)。
- 四段(瑞芳區)：西起平溪區界(傑魚里)，東與台2丁線相接。

## 沿線鄰近設施
- 一段
  - 八分寮福德宮
- 二段
  -  臺灣鐵路平溪線菁桐車站（須從菁桐街進入）、平溪車站（須從平溪街進入）、嶺腳車站（須從台車道進入）
  - 菁桐老街、平溪老街
- 三段
  -  臺灣鐵路平溪線望古車站（須從慶和橋進入）、十分車站（須從十分街進入）

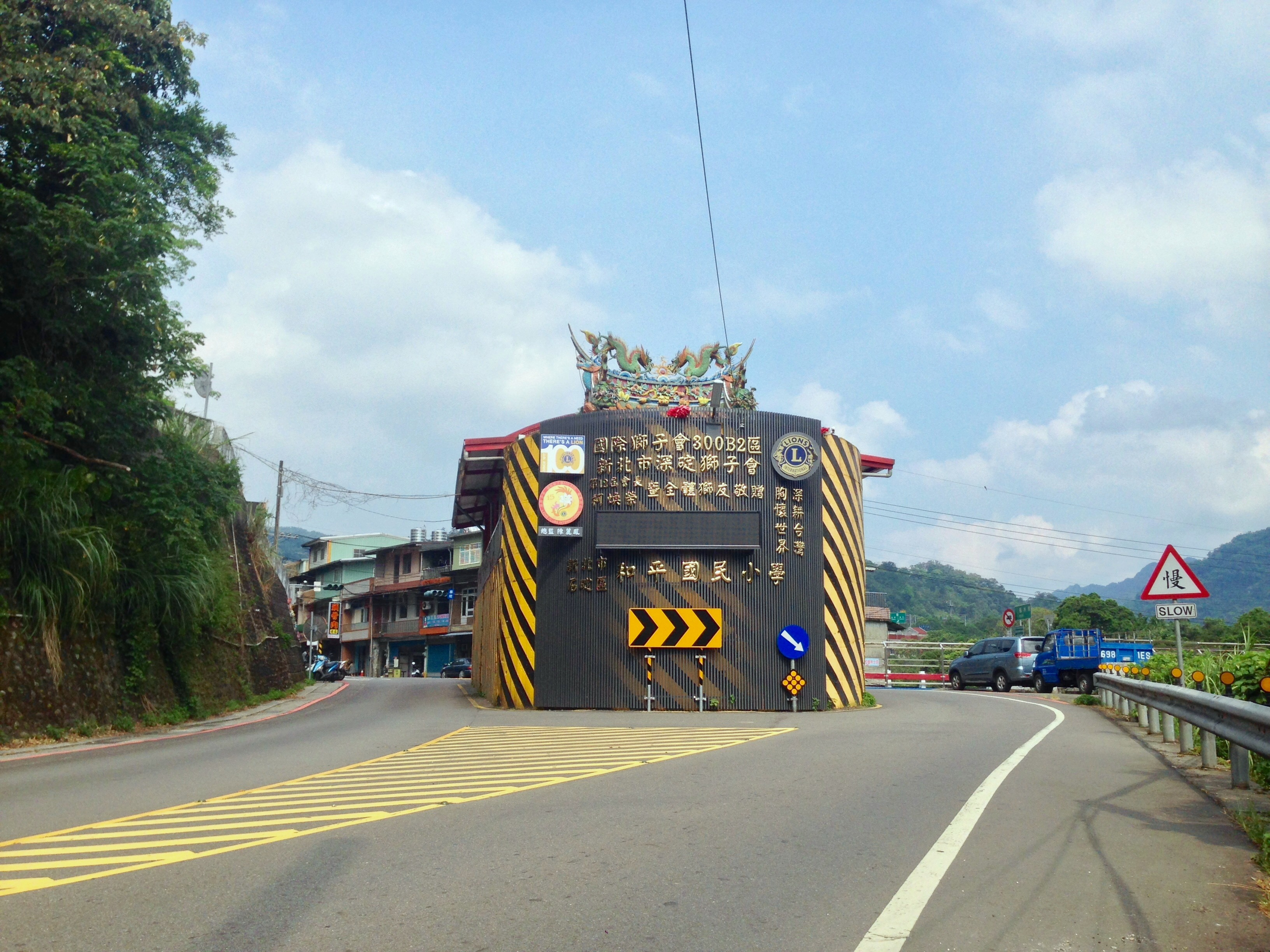
八分寮福德宮

  - 十分老街
- 四段